# I съезд народных депутатов (2022)
«Съезд народных депутатов» — собрание бывших депутатов разных уровней и созывов из России, претендующее на то, чтобы стать переходным парламентом РФ или её возможного правопреемника. Публичным инициатором съезда стал Илья Пономарёв.
В 2024 году бывшая соратница Ильи Пономарёва обвинила его в многолетней лжи и рассказала о перезапуске Съезда народных депутатов без его участия.

## Утверждения о легитимности
Съезд позиционировал себя как собрание «единственных представителей общества и государства, имеющих демократическую легитимность, полученную ими от российских граждан». Илья Пономарёв в ходе съезда отвечал, что как представители российских граждан они вполне легитимны, так как когда-то уже были избраны народом, и сейчас России нужен временный орган передачи власти, а выборы они «проведут потом». Геннадий Гудков назвал собравшихся «протопарламентом».

## I съезд
Заседания I-го съезда проходили с 4 по 7 ноября 2022 года в Яблонне, Польша.

### Состав
К участию в съезде были приглашены в качестве делегатов с правом решающего голоса не поддерживающие аннексию Крыма и войну против Украины:
- Члены парламента России, избранные до 14 марта 2014 года.
- Депутаты региональных и муниципальных законодательных органов.
- Граждане РФ, занимавшие выборные должности в исполнительной власти.

Также могли принять участие лица, осуждающие войну в Украине и получившие рекомендацию не менее двух делегатов. Таким образом делегатами смогли стать те, кто депутатами никогда не был. Организаторы объявили, что всего на участие в съезде было подано 94 заявки. Всего для участия в Съезде народных депутатов России зарегистрировалось 59 делегатов, из них 26 приняли участие в режиме онлайн. Присутствовали 80 гостей с правом совещательного голоса из 32 регионов РФ и 9 зарубежных стран. Несколько участников Съезда, принимавшие участие в его работе в дистанционному режиме из России были вынуждены скрывать свои имена и лица из соображений безопасности. Верификацией их личности занималась счётно-мандатная комиссия. Некоторые участники покинули съезд досрочно.
Состав делегатов съезда:
- экс-депутаты госдумы и члены совета федерации

1. Геннадий Владимирович Гудков
2. Людмила Степановна Котесова
3. Александр Авраамович Осовцов
4. Илья Владимирович Пономарёв
5. Марк Захарович Фейгин
6. Игорь Александрович Яковенко
7. Аркадий Эдуардович Янковский

- экс-депутаты регионального и муниципального уровней

1. Сергей Юрьевич Антонов
2. Нина Александровна Беляева (вышла)
3. Алексей Викторович Виленц
4. Игорь Владимирович Глек
5. Сергей Владимирович Гуляев
6. Андрей Владимирович Давыдов
7. Евгений Валерьевич Доможиров (вышел)
8. Андрей Борисович Едигарев
9. Антон Сергеевич Ерашов
10. Андрей Евгеньевич Корчагин
11. Лев Костников
12. Антон Александрович Костромичев
13. Елена Александровна Котёночкина
14. Василий Анатольевич Крюков
15. Вячеслав Вячеславович Мальцев
16. Илья Мезенцев
17. Максим Владимирович Мотин
18. Галина Александровна Фильченко
19. Олег Георгиевич Хомутинников
20. Пётр Анатольевич Царьков
21. Алексей Черёмушкин

- занимавшие выборные должности

1. Дмитрий Владимирович Ушацкий

- прочие

1. Григорий Маркович Амнуэль
2. Дмитрий Баграш
3. Алексей Александрович Барановский
4. Павел Григорьевич Жовниренко
5. Андрей Николаевич Илларионов
6. Елена Истомина
7. Ольга Владимировна Курносова
8. Елена Анатольевна Лукьянова
9. Дмитрий Александрович Некрасов
10. Дмитрий Владимирович Саввин
11. Андрей Сидельников
12. Вадим Сидоров
13. Алексей Собченко
14. «Цезарь»

### Подготовка и проведение
До начала съезда в оргкомитет вошли Нина Беляева, Геннадий Гудков, Елена Лукьянова, Илья Пономарёв, Марк Фейгин, Пётр Царьков и Аркадий Янковский.
Накануне и во время съезда организаторы рассказывали, что выбранный ими для заседания дворец в Яблонне был местом, где в конце 1980-х годов проходили знаменитые переговоры между властями социалистической Польши и профсоюзом «Солидарность». На самом деле, в Яблонне только собирались проводить переговоры. Организаторы, якобы узнали об этом, уже приехав в Польшу, поэтому экстренно менять место проведения не стали. Часть делегатов не смогла приехать в Польшу из-за проблем с получением гуманитарной визы (въезд по туристическим визам россиянам был запрещён с 19 сентября).
Илья Пономарёв выбирал в качестве гимна из двух вариантов: «Стены рухнут» (гимн польской «Солидарности») и русская революционная «Дубинушка», но не смог определиться.

Из России смогла приехать только экс-депутат Тверского района Москвы. Делегаты не были представлены друг другу. Онлайн-участникам неоднократно «забывали» давать высказаться, а также отвергали их нераспечатанные предложения. Депутат Костромичев из Северного Тушино предложил переименовать сам Съезд: 
Категорически не согласен с тем, как называется наше собрание. Ни один депутат не является народным, это слово дискредитировано тоталитарными режимами от КНДР до ДНР
, но это не было принято. Известно, что среди организаторов съезда были русские националисты Дмитрий Саввин и Алексей Барановский, что впрочем не привело к принятию поправок националиста Василия Крюкова.
На съезде прозвучали речи о убийстве Путина, в частности от самого Пономарёва, а также депутата Верховной рады Алексея Гончаренко и создателя движения «Артподготовка» Вячеслава Мальцева, которого многие в оппозиции считают провокатором из-за его настойчивых объявлений «революции» в России 5 ноября 2017 года. Сам он незадолго до этой даты уехал во Францию, а поверивших ему людей задержали и отправили на долгие сроки в тюрьму.
Среди делегатов не было единой поддержки вооружённой борьбы.

### Исполнительный совет
Для ведения текущей деятельности между съездами 6 ноября 2022 года был избран Исполнительный совет, в который первоначально вошли 11 человек: Геннадий Гудков, Андрей Илларионов, Елена Истомина, Людмила Котесова, Елена Лукьянова, Александр Осовцов, Илья Пономарёв, Андрей Сидельников, Марк Фейгин, Пётр Царьков, и «Цезарь». В конце ноября Истомину заменил Янковский.Задача Совета — организационная работа, обеспечение законотворческой деятельности делегатов и созданных ими рабочих групп по закреплённым съездом направлениям.

### Принятые документы и проекты
Акт о движении сопротивления был ключевым документом всего съезда. 
- Принятые документы:[13]
  - Акт о движении сопротивления
  - Учредительная декларация международного антиавторитарного союза
  - Обращение к гражданам Европы и Америки, всем западным союзникам по антипутинской коалиции
  - Обращение к гражданам Украины
  - Обращение к гражданам России
  - Основополагающая декларация съезда народных депутатов
  - Акт о переходном парламенте
  - Обращение к народам
  - Акт о реабилитации и амнистии (пояснительная записка)
- Принятые проекты документов:[14]
  - Проект обращения I съезда народных депутатов к российской оппозиции
  - Проект обращения I съезда народных депутатов к правительства и парламентам антипутинской коалиции
  - Эскиз концепции обновления конституции России с комментариями
  - Концепция акта о люстрации
  - Проект концепции акта об освобождении СМИ

## III съезд
Третья сессия Съезда народных депутатов России проходила 8—11 июня 2023 года в Варшаве. Участвовало 78 делегатов (из них 39 онлайн). 
Депутаты поддержали Декларацию российских демократических сил, принятую в апреле в Берлине. Они также пригласили национально-освободительные и региональные движения РФ к координации совместных усилий. 
Делегаты внесли поправки в текст Конституции переходного периода. 
Внесена ст. 17.1 о праве на оружие: «Граждане Российской Республики имеют право на владение оружием для защиты государства от попыток узурпации власти и посягательств извне, а также для охраны своего жилища и жизни согласно правилам, предусмотренным федеральным законодательством и законами субъектов». 
Из ст. 19, где говорится о равенстве всех перед законом, изъят пункт 3 о равенстве мужчины и женщины. По словам главы редакционной комиссии Съезда Ольги Курносовой, в конституции надо зафиксировать равенство всех людей, вне зависимости от гендера, расы, национальности, языка, религии. Вопросы женского равноправия, считает Курносова, надо оговаривать в избирательном, трудовом праве, и тогда это будет не просто декларация, а реальная реализация прав женщин.
В ст. 29 Конституции утверждён новый пункт: «Гарантируется свобода массовой информации, независимо от формы собственности и места регистрации СМИ. Цензура и монополизация распространения информации запрещены».

## Критика
Среди российских оппозиционных политиков и активистов превалировали две позиции. Первая — что собравшиеся из числа бывших депутатов уже никого не представляют. Вторая — что каждое объединение против Путина полезно. Это, а также стремление Пономарёва представить себя своего рода координатором вооружённого сопротивления режиму в России, когда до конца не понятно, существует ли такое сопротивление на самом деле, заставило многих принять созыв и работу съезда в штыки.

Российские активисты, проживающие в разных городах Польши, не признали Илью Пономарёва и его съезд: 
Не отрицая потребности в координационном совете российской оппозиции, мы заявляем, что легитимность такого органа может базироваться исключительно на электоральной процедуре, проводимой честно и с учётом актуальной репутации кандидатов.
Участники «Съезда» наделяют себя псевдолегитимностью и оправдывают её победами на прежних выборах. Однако многие сильные оппозиционные кандидаты (в частности, Иван Жданов, Владимир Милов и Любовь Соболь) никогда не допускались до участия в выборах в России. Таким образом, во-первых, мы ставим под сомнение, что участники «Съезда» могли бы одержать победу на честных выборах; во-вторых, мы считаем, что за продолжительное время, прошедшее с момента их избрания, их электоральный потенциал изменился.
Собрание независимых муниципальных депутатов России «Земский съезд» осудило путь насильственных решений политических проблем. В своем обращении от 19.05.2023 Съезд народных депутатов предложил Земскому съезду дружбу и сотрудничество, предложив обсуждать методы борьбы в ходе дискуссии. 
«Лига свободных наций» выступила с заявлением, что не признают «никаких политических сил и центров, которые будут оправдывать сохранение РФ в её современном виде», ведь формулировки из проекта декларации съезда противоречат подходу ЛСН и заявлениям Пономарёва. Некоторые связали такую направленность декларации с тем, что одним из её авторов был националист Дмитрий Саввин. Журналист Харун Сидоров отметил, что спор о том, кто будет определять политическое самоопределение — национальные и региональные движения или же российские революционеры — пока выглядит как делёж шкуры неубитого медведя. Сам Дмитрий Саввин, предложивший идею съезда Пономарёву, отрицательно высказался о прошедшем мероприятии.
Политолог Екатерина Шульман высказалась, что 

ключевая проблема такого рода мероприятий — отсутствие легитимности… само по себе это не очень значительное событие (и вообще не событие), но в качестве симптома это довольно знаменательно. Я думаю, что такого рода попыток мы увидим ещё некоторое количество в обозримой перспективе.

### Высказывания делегатов
Первое заседание съезда сопровождалось скандалами и взаимными обвинениями.
Так, экс-депутат из Воронежской области Нина Беляева обвинила Пономарёва в том, что он исказил подготовленный ей проект документа о люстрациях. Во время её выступления пропал звук. Позже в своём Telegram-канале Беляева заявила, что ей намеренно отключили звук и не дали выступить. На следующий день, Пономарёв назвал Беляеву «человеком с психологическими проблемами» в ответ на предложение договориться о заявленных ею правах интеллектуальной собственности, а у журналиста SOTA, когда он стал выяснять, что привело к конфликту, организаторы отключили микрофон. Позже она подала заявление с просьбой о возбуждении в отношении Ильи Пономарёва уголовного дела по ст. 157 (клевета). Также Беляева высказалась, что присутствие некоторого количества достойных людей на съезде не делают его легитимным.
Галина Фильченко, принимавшая участие в съезде, отреагировала на статью журналиста «Новой газеты» Ильи Азара, в которой он назвал её «не самым харизматичным депутатом», назвав его «не самым харизматичным евреем».
Позже националист Василий Крюков заявил, что собравшиеся воевать на стороне Украины «ингерманландцы» должны быть «обнулены» на фронте, так как они «враги русской нации» и пообещал прислать донат и коптер тем военным, которые выполнят эту задачу, даже если это будут вооружённые силы РФ.

## Реакция
Руководитель Центра урегулирования социальных конфликтов Олег Иванов призвал российские спецслужбы «возбуждать уголовные дела о госизмене, объявлять предателей в розыск и подавать запросы на их выдачу в Интерпол» в отношении участников Съезда народных депутатов и «Форума свободных народов России». Он также предложил «вспомнить заветы известного советского разведчика Павла Судоплатова», то есть совершать убийства политэмигрантов за рубежом.
В апреле 2023 года Генпрокуратура РФ признала «Съезд народных депутатов» нежелательной организацией на территории РФ.
Андрей Едигарев стал одним из немногих представителей ноябрьского съезда, который публично заявил о своём участии, а после этого вернулся в Россию, где подвергся преследованию.

### Репортажи
- Андрей Григорьев. Ичкерия Шрёдингера: как Илья Пономарёв и товарищи решали «чеченский вопрос». // Idel.Реалии (7 ноября 2022).
- Революционные декреты и новая Конституция: как прошёл «Съезд народных депутатов» в Польше. YouTube. // Телеканал Дождь (8 ноября 2022).
- Илья Азар. Гонцы русской революции. // Новая газета Европа (10 ноября 2022).